# Tajakant
De Tajakant (ook Tadjakant) zijn een Sahrawi-Moorse stam van Arabisch-Berberse afkomst en spreken het Hassaniya Arabisch.
Ze leefden van oudsher in het zuidwesten van Algerije, Mauritanië, Marokko en de Westelijke Sahara.
Het zijn moslims, behorend tot de Maliki school van de soennitische islam.
Sommige bronnen beweren dat ze afstammelingen zijn van de Berberse Lamtuna stam.
De Tajakant stonden bekend als handelaren en krijgers en hadden een sterke positie in de trans-Sahara handel tussen Belad Asudan (sub-Sahara Afrika) en Marokko.
In 1852 stichtten de Tajakant stamleden een nederzetting en handelspost in de oase van Tindouf, wat tegenwoordig in Algerije ligt.
Ze waren verwikkeld in een langdurige stammenoorlog tegen de Reguibat en de Kunta in de 19e eeuw, hun bondgenoten in deze oorlog waren de Senhaja.
Dit eindigde in 1895 toen de nederzetting van Tindouf werd aangevallen en geplunderd door een bende van Reguibat stamleden.
Tindouf werd vernietigd en de meesten van de noordelijke Tajakant werden weggevaagd, sommige populaties verblijven in Marokko, de Westelijke Sahara en een aantal in Mauritanië, waar deze stamleden belang hebben opgedaan als religieuze geleerden.
Tegenwoordig zijn de meesten Tajakant sedentair en houden ze zich bezig met kleinschalige handel en landbouw.
Ze leven voornamelijk in Marokko en in het door Marokko bestuurde Westelijke Sahara.
Het zijn een van de grootste voorstanders van de Marokkaanse vorderingen op het grondgebied, dit kan te wijten zijn aan hun historische vete met de Reguibat.
Een paar stamleden wonen in Algerije, Mauritanië en Mali.